# Piper casteloense
Piper casteloense é uma espécie de  planta do gênero Piper e da família Piperaceae.

## Taxonomia
A espécie foi descrita em 1966 por Truman G. Yuncker.

## Forma de vida
É uma espécie terrícola e arbustiva.

## Descrição
Arbusto pubescente a glabrescente, tricomas acima de 0,5 mm de comprimento, crespo; pecíolo pubescente; lâmina foliar com base assimétrica, o lado mais curto agudo, o mais longo obtuso, subcordado ou algumas vezes subagudo, glabra na face adaxial; nervuras crespo-pubescentes na face abaxial; nervuras secundárias 4-5; pedúnculo1-1,5 cm de comprimento, glabrescente; espiga 4,5 cm de comprimento ou mais longas; bráctea floral com pedicelo piloso, estigma ligulado.

## Conservação
A espécie faz parte da Lista Vermelha das espécies ameaçadas do estado do Espírito Santo, no sudeste do Brasil. A lista foi publicada em 13 de junho de 2005 por intermédio do decreto estadual nº 1.499-R.

## Distribuição
A espécie é endêmica do Brasil e encontrada no estado brasileiro de Espírito Santo.
A espécie é encontrada no domínio fitogeográfico de Mata Atlântica, em regiões com vegetação de floresta ombrófila pluvial.